# Mesmay
Mesmay ist eine französische Gemeinde mit 68 Einwohnern (Stand: 1. Januar 2022) im Département Doubs in der Region Bourgogne-Franche-Comté.

## Geographie
Mesmay liegt auf 275 m Meereshöhe, südlich von Quingey, etwa 24 Kilometer südwestlich der Stadt Besançon (Luftlinie). Das Dorf erstreckt sich im westlichen Jura, am westlichen Rand eines Beckens der Loue zwischen den Höhen des Chataillon im Westen und des Bois du Landet im Osten.
Die Fläche des 3,11 km² großen Gemeindegebiets umfasst einen Abschnitt des westlichen französischen Juras. Begrenzt wird das Gebiet im Osten durch die Loue. Sie fließt hier nach Süden durch ein breites Becken, das von den äußersten Höhenzügen des Juras umrahmt wird. Vom Flusslauf erstreckt sich das Gemeindeareal westwärts über die flache Talaue bis auf den angrenzenden, überwiegend bewaldeten Höhenrücken von Chataillon und Bois du Peu. Mit 436 m wird hier die höchste Erhebung von Mesmay erreicht. Dieser Höhenzug zieht sich von Quingey südwärts bis zum Durchbruch der Loue bei Rennes-sur-Loue. 
Nachbargemeinden von Mesmay sind Lombard im Norden, Brères im Osten, Chay im Süden sowie Liesle im Westen.

## Sehenswürdigkeiten

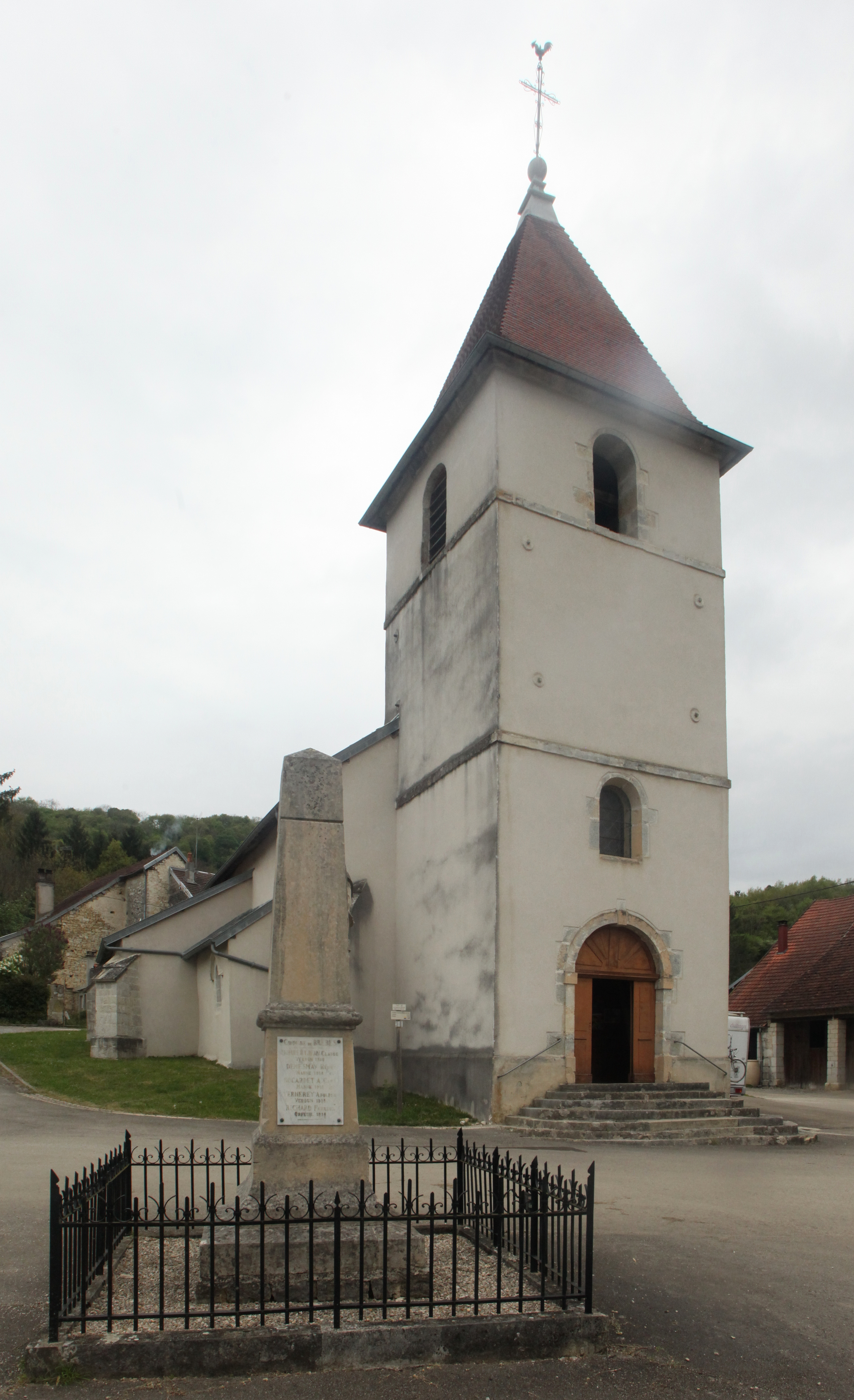
Kirche Sainte-Madeleine

Die Dorfkirche Sainte-Madeleine in Mesmay wurde im 18. Jahrhundert an der Stelle einer mittelalterlichen Kapelle neu erbaut. Im Ortskern sind verschiedene Bauernhäuser im charakteristischen Stil der Franche-Comté aus dem 17. bis 19. Jahrhundert erhalten.

## Bevölkerung
| Jahr                       | 1962 | 1968 | 1975 | 1982 | 1990 | 1999 | 2005 | 2016 |
| Einwohner                  | 63   | 73   | 55   | 63   | 76   | 71   | 67   | 72   |
| Quellen: Cassini und INSEE |      |      |      |      |      |      |      |      |

Mit 68 Einwohnern (Stand 1. Januar 2022) gehört Mesmay zu den kleinsten Gemeinden des Départements Doubs. Nachdem die Einwohnerzahl in der ersten Hälfte des 20. Jahrhunderts markant abgenommen hatte (1881 wurden noch 159 Personen gezählt), wurden seit Beginn der 1960er Jahre nur noch relativ geringe Schwankungen verzeichnet.

## Wirtschaft und Infrastruktur
Mesmay war bis weit ins 20. Jahrhundert hinein ein vorwiegend durch die Landwirtschaft (Ackerbau, Obstbau und Viehzucht) geprägtes Dorf. Noch heute leben die Bewohner zur Hauptsache von der Tätigkeit im ersten Sektor. Außerhalb des primären Sektors gibt es fast keine Arbeitsplätze im Dorf. Einige Erwerbstätige sind auch Wegpendler, die in den umliegenden größeren Ortschaften ihrer Arbeit nachgehen.
Die Ortschaft liegt abseits der größeren Durchgangsstraßen. Die Hauptzufahrt erfolgt von der Hauptstraße N83 (Besançon – Lons-le-Saunier) via Brères. Eine weitere Straßenverbindung besteht mit Lombard.